# A. C. Banker Company
A. C. Banker Company war ein US-amerikanischer Hersteller von Automobilen.

## Unternehmensgeschichte
A. C. Banker gründete 1905 das Unternehmen in Chicago in Illinois. Er begann mit der Produktion von Automobilen. Der Markenname lautete Banker. Die Pläne beliefen sich auf 100 Fahrzeuge jährlich. Im gleichen Jahr endete die Produktion.

## Fahrzeuge
Im Angebot stand nur ein Modell, allerdings mit verschiedenen Karosserien. Ein Vierzylindermotor mit L-Kopf und 4600 cm³ Hubraum trieb über eine Kardanwelle die Hinterachse an. Das Fahrgestell hatte 254 cm Radstand.  Ein Tonneau mit seitlichem Einstieg bot je nach Quelle Platz für vier oder fünf Personen. Außerdem gab es eine Limousine. Die Karosserien bestanden wahlweise aus Holz oder Aluminium.